# Vesubia jugorum
Vesubia jugorum là một loài nhện trong họ Lycosidae.
Loài này thuộc chi Vesubia. Vesubia jugorum được Eugène Simon miêu tả năm 1881.